# 로마의 행정 구역
로마의 행정 구역은 15개의 세부 행정구로 구성되며, 이들을 무니치피오 (municipio)라고 부른다. 원래는 20개로 구성되어 있었으나 제19구가 1992년 주민투표를 통해 독립 코무네가 되고 로마로부터 분리되어 지금의 피우미치노가 되었다. 또 2013년 3월 11일 행정 구역 개편을 통해 19개 구에서 15개 구로 줄어들면서 지금의 모습이 되었다.

## 역사
1972년부터 로마는 무니치피 (municipi, 단수형이 무니치피오, municipio)라는 이름의 행정 구역으로 세분되었다. 2001년까지 무니치피는 치르코스크시치오니 (circoscrizioni)라는 이름이었다.
무니치피는 로마의 과도한 도심 밀집화를 막기 위한 행정상의 필요로 생긴 것이었다. 각각의 무니치피오는 구청장 한 명과 5년마다 주민들이 선출하는 구의회 의원 네 명이 행정을 맡는다. 무니치피의 범위는 로마의 전통적인 (비행정 구역인) 동네 구역과 자주 겹치는 일이 많다.
무니치피는 원래 20개였는데 1992년 피우미치노 지역 (제19구)이 주민투표를 열어 로마로부터 분리 독립해 코무네가 되었다. 2013년에는 다시 한번 행정 구역 개편을 통해 19개에서 15개로 줄어들었다.
로마는 무니치피오 말고도 행정 구역은 아니지만 지역을 구분하는데 쓰이는 여러 유형의 구역으로도 나뉜다. 로마의 역사 중심부는 22개의 '리오네'로 나뉘는데 프라티와 보르고를 제외하고는 전부 아우렐리아누스 성벽에 둘러싸여 있다. 이 지역 구분은 고대 로마의 레기오에서 기원한 것으로 중세 로마 시기를 거쳤다. 르네상스 시대 교황 식스투스 5세 시절에 들어서 구역 수는 14개로 회복됐고 그 경계도 1743년 교황 베네딕토 14세 때 마침내 정해지게 되었다.
19세기 들어서 나폴레옹에게 점령된 로마는 새로운 행정 구역이 짜여졌지만 얼마 가지 못했고, 그 이후로 도시 조직은 딱히 큰 변화를 보이지 않았다. 그러던 1870년 로마가 이탈리아 왕국의 수도가 되면서 상황은 급변했는데, 새로운 수도에 대한 수요가 증가하면서 로마의 아우렐리아누스 성벽 안팎으로 도시화와 인구 성장이 빠르게 진행됐다. 1874년에는 새롭게 도시화된 몬티 리오네에 15번째 리오네인 에스퀼리노가 분리되어 나왔고, 20세기에 들어서부터는 다른 리오네들도 속속 설치되기 시작했다 (가장 마지막에 설치된 것은 1921년 프라티 리오네로, 우르바누스 8세 성벽 밖에 자리한 유일한 리오네였다). 이후에는 새로운 행정 구역명으로 '콰르티에르' (Quartiere, 구에 해당)가 사용되면서 대체됐다. 오늘날 이 리오네들은 전부 제1무니치피오에 속하는데, 그래서 제1무니치피오는 '역사적 중심부' (Centro Storico)의 경계와 완전히 일치해 그렇게 부르기도 한다.

## 무니치피
2013년 행정 구역 개편으로 기존의 무니치피오들이 통합되었고 지금은 15개가 되었다. 그 15개 무니치피오는 다음과 같다.
| 무니치피오                       | 인구 (2010년 12월 31일) | 면적 (km2) | 인구밀도 (명/km2) | 지도                   |
| -------------------------------- | ----------------------- | ---------- | ----------------- | ---------------------- |
| 1구 - 역사 중심부-프라티         | 201,496                 | 19.91      | 10,120            | 로마의 15개 무니치피오 |
| 2구 - 파리올리/노멘타노-산로렌초 | 175,678                 | 13.72      | 12,849            | 로마의 15개 무니치피오 |
| 3구 - 몬테사크로                 | 203,395                 | 97.82      | 2,079             | 로마의 15개 무니치피오 |
| 4구 - 티부르티나                 | 178,549                 | 49.15      | 3,633             | 로마의 15개 무니치피오 |
| 5구 - 프레네스티노/첸토첼레      | 243,363                 | 26.97      | 9,132             | 로마의 15개 무니치피오 |
| 6구 - 로마델레토리               | 243,922                 | 113.33     | 2,151             | 로마의 15개 무니치피오 |
| 7구 - 산조반니/치네치타          | 310,887                 | 46.75      | 6,650             | 로마의 15개 무니치피오 |
| 8구 - 아피아안티카               | 135,420                 | 47,29      | 2,863             | 로마의 15개 무니치피오 |
| 9구 - 에우르 지구                | 175,925                 | 183.17     | 960               | 로마의 15개 무니치피오 |
| 10구 - 오스티아                  | 226,084                 | 150.64     | 1,500             | 로마의 15개 무니치피오 |
| 11구 - 아르발리아포르투엔세      | 152,700                 | 70.87      | 2,154             | 로마의 15개 무니치피오 |
| 12구 - 몬테베르데                | 142,983                 | 73.12      | 1,955             | 로마의 15개 무니치피오 |
| 13구 - 아우렐리아                | 137,633                 | 68.67      | 2,004             | 로마의 15개 무니치피오 |
| 14구 - 몬테마리오                | 184,911                 | 131.28     | 1,408             | 로마의 15개 무니치피오 |
| 15구 - 카시아플라미니아          | 157,625                 | 186.70     | 844               | 로마의 15개 무니치피오 |

참고로 바티칸 시국은 1구와 13구 사이에 걸쳐 있다.

## 로마 중심부의 리오네

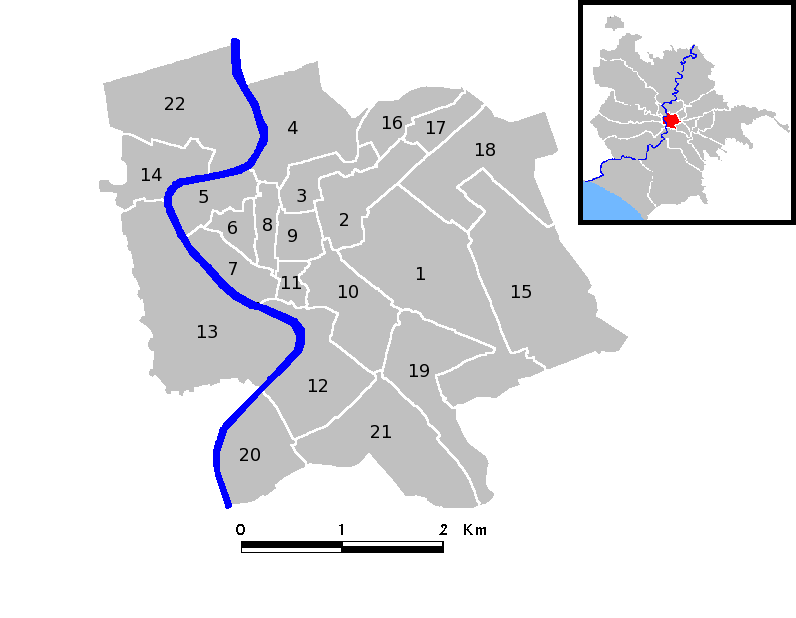
리오네로 분할된 로마 중심부 지도

| 리오네     | 지역명             |
| ---------- | ------------------ |
| 제1리오네  | 몬티               |
| 제2리오네  | 트레비             |
| 제3리오네  | 콜론나             |
| 제4리오네  | 캄포마르치오       |
| 제5리오네  | 폰테               |
| 제6리오네  | 파리오네           |
| 제7리오네  | 레골라             |
| 제8리오네  | 산테우스타키오     |
| 제9리오네  | 피냐               |
| 제10리오네 | 캄피텔리           |
| 제11리오네 | 산탄젤로           |
| 제12리오네 | 리파               |
| 제13리오네 | 트라스테베레       |
| 제14리오네 | 보르고             |
| 제15리오네 | 에스퀼리노         |
| 제16리오네 | 루도비시           |
| 제17리오네 | 살루스티아노       |
| 제18리오네 | 카스트로프레토리오 |
| 제19리오네 | 첼리오             |
| 제20리오네 | 테스타초           |
| 제21리오네 | 산사바             |
| 제22리오네 | 프라티             |